# Herrenhäuser Allee

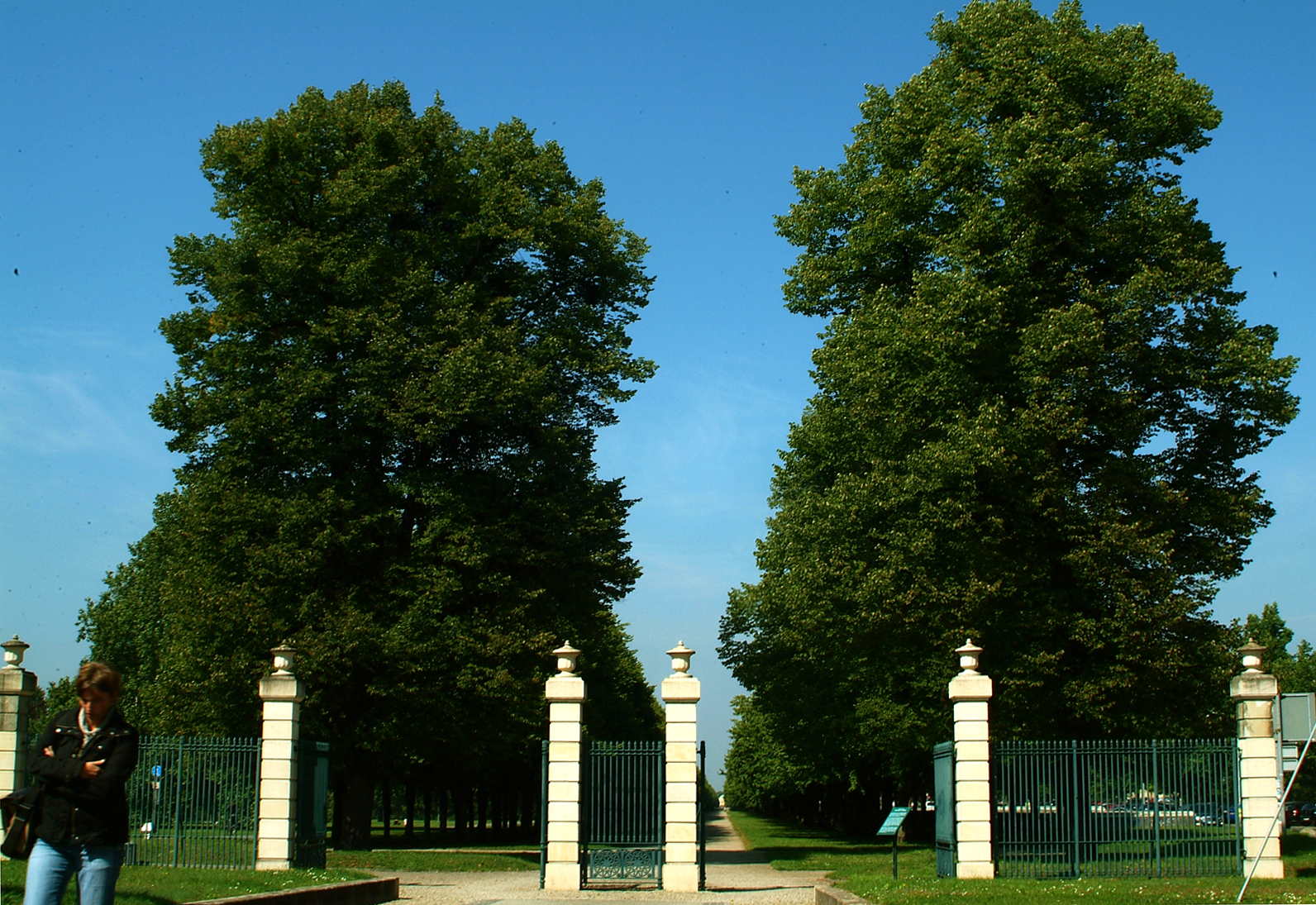
Erhaltene Linden von 1726/27 und Laves Toreingang (1816) von Schloss Montbrillant

Die Herrenhäuser Allee ist eine vierreihige Allee aus Linden im hannoverschen Stadtteil Nordstadt. Sie befindet sich im Georgengarten und führt in gerader Linie mit einer Länge von rund zwei Kilometern vom Königsworther Platz auf den Bibliothekspavillon im Berggarten zu. Die Herrenhäuser Allee ist für den Kraftverkehr gesperrt. Die westliche Reihe mit ihrem Asphaltbelag ist in das hannoversche Radwegenetz eingebunden. Die übrigen Reihen sind mit wassergebundenen Belägen ausgestattet. Auf diesen Reihen wird unter anderem Pétanque gespielt.

## Geschichte

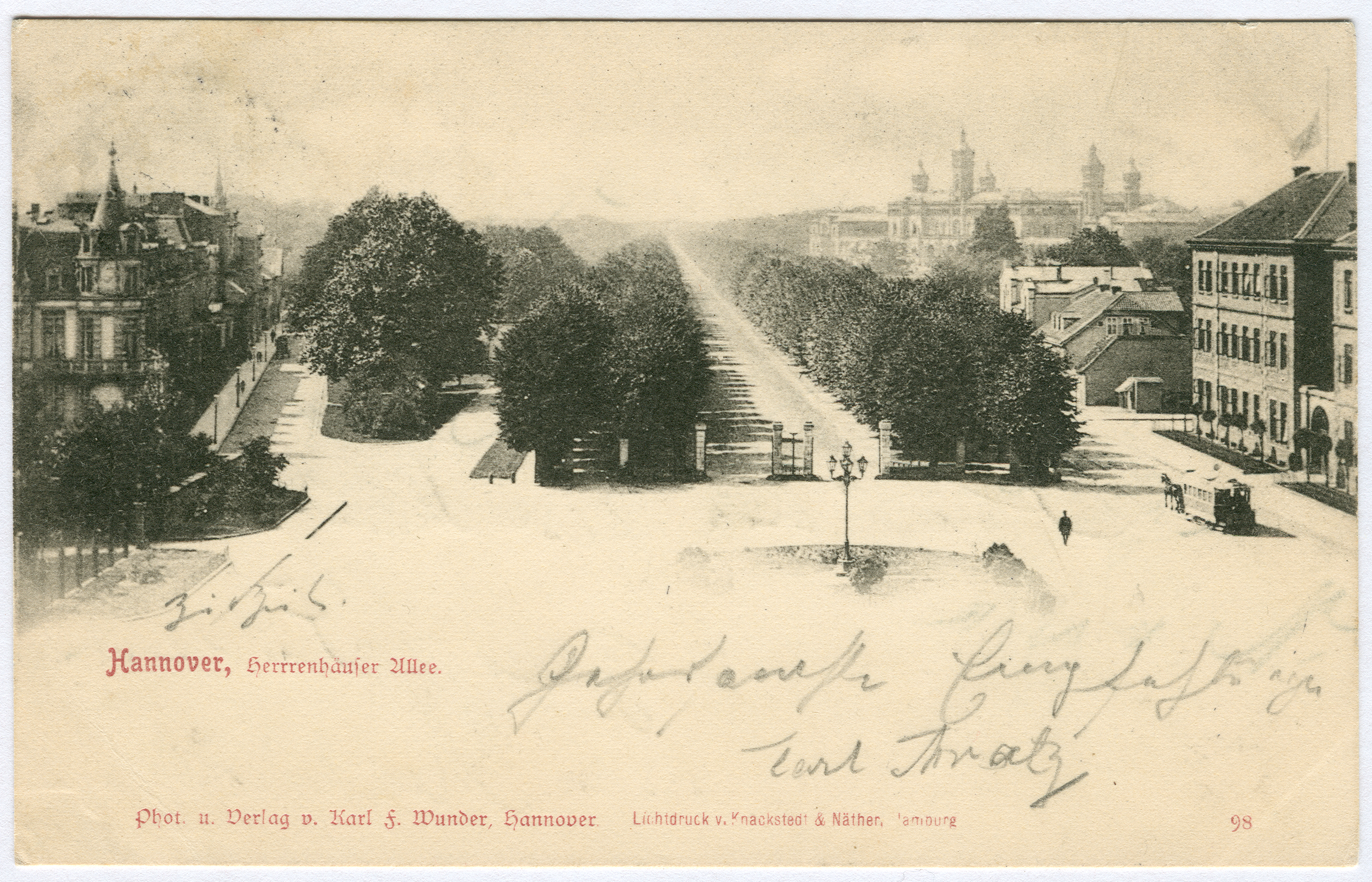
Die Allee mit Pferdestraßenbahn;
Ansichtskarte 98 von Karl F. Wunder; um 1898

Am (heutigen) Königsworther Platz gabelte sich ursprünglich die Straße nach Nienburg mit zwei älteren Alleen: Der südliche Weg führte durch die Masch zum Jägerhof (heutiger Straßenname: Jägerstraße), der nördliche entlang einer zweimal abgeknickten Allee auf dem Maschrand (heute teilweise die Nienburger Straße). Zwischen diesen beiden Wegen schuf der Gartenkünstler Ernst August Charbonnier für die hannoverschen Herzoge 1726/27 die Herrenhäuser Allee als sichtbare Verbindung zwischen dem Leineschloss in der Stadt und der seinerzeit in den Flussauen der Leine isolierten Sommerresidenz im Großen Garten.
1.300 Linden wurden in Reihen auf vier Bändern von Rasen mit einer Gesamtbreite von 100 Fuß gepflanzt. In der Mitte bildete eine 60 Fuß breite offene Allee „Die große Fahrt“ für die hochherrschaftlichen Kutschen und Equipagen auf bekiestem Hauptweg. Von den beiden seitlichen, geschlossenen Alleen war die östliche den Reitern vorbehalten, die westliche diente den Fußgängern. Die Alleen waren anfangs seitlich eingefriedet, an den beiden Enden verhinderten Schlagbäume unerwünschten Zutritt.
Gleichzeitig mit der Herrenhäuser Allee wurde die Contre-Allee zwischen Schloss Herrenhausen und der Nienburger Allee gepflanzt.
Während der Fremdherrschaften, unter denen die Stadt Hannover von 1801 bis 1813 anfangs unter preußischer, dann französischer Besatzung während der Napoleonischen Kriege litt, kaufte Johann Gerhard Helmcke 1805, 1807 oder 1810 sämtliche Bäume der Alleen und rettete sie dadurch vor dem Abholzen durch die französischen Truppen (Hannover ehrte diese patriotische Tat 1928 mit dem Helmcke-Denkmal).
1817 bis 1820 erbaute Georg Ludwig Friedrich Laves – als eines seiner ersten größeren Werke seines Schaffens in Hannover – die Wohnung für den zweiten Gartenmeister der Herrenhäuser Gärten, die später als Bibliothekspavillon genutzt wurde. Das Gebäude bildete den architektonischen Auftakt des Berggartens in einer Hauptachse des Großen Gartens in Herrenhausen und lag in der Sichtachse und als Endpunkt der Herrenhäuser Allee.
Ebenfalls im 19. Jahrhundert wurden die seitlich der Allee liegenden Wiesen und verstreuten liegenden Gärten des Adels zum Georgengarten zusammengefasst, den die Herrenhäuser Allee nun in ganzer Länge durchzog. So wurden zwischen 1830 und 1860 auch die seitlichen Einfriedungen der Alleen aufgegeben.
1856 wurde am Stadteingang der Allee das Gittertor von Laves aufgestellt, das dieser ursprünglich 1816 für Schloss Montbrillant geschaffen hatte. Nachdem im Zuge des Ausbaues des Königsworther Platzes die Herrenhäuser Allee mehrmals verkürzt wurde, wurde 1929 auch das Eingangstor zurückversetzt.
Nach dem Ende des Zweiten Weltkrieges wurde die Allee 1946 mit Stacheldraht abgegrenzt und diente der britischen Besatzungsmacht zum Abstellen ihrer großen Militärfahrzeuge. Kurz darauf wurde das kriegsversehrte Helmcke-Denkmal 1950 unter anderem durch Friedrich Adolf Sötebier erneuert. Wenig später wurde 1959 das Eingangstor der Allee zum Großen Garten umgesetzt.
1972 bis 1974 wurden die alten Bäume der Herrenhäuser Allee – aus Sicherheitsgründen und gegen vielfachen Protest der Stadtbevölkerung – abgeholzt und mit nur noch rund 1.205 Linden neu bepflanzt. Die Erneuerung der Contre-Allee folgt 1998. Von den ursprünglich 1726/27 gepflanzten Bäumen blieben am Königsworther Platz jedoch noch einige Exemplare erhalten.
2001 bis 2007 schließlich wurde das rekonstruierte Eingangstor zur Herrenhäuser Allee an den heutigen Eingang am Königsworther Platz zurückversetzt.

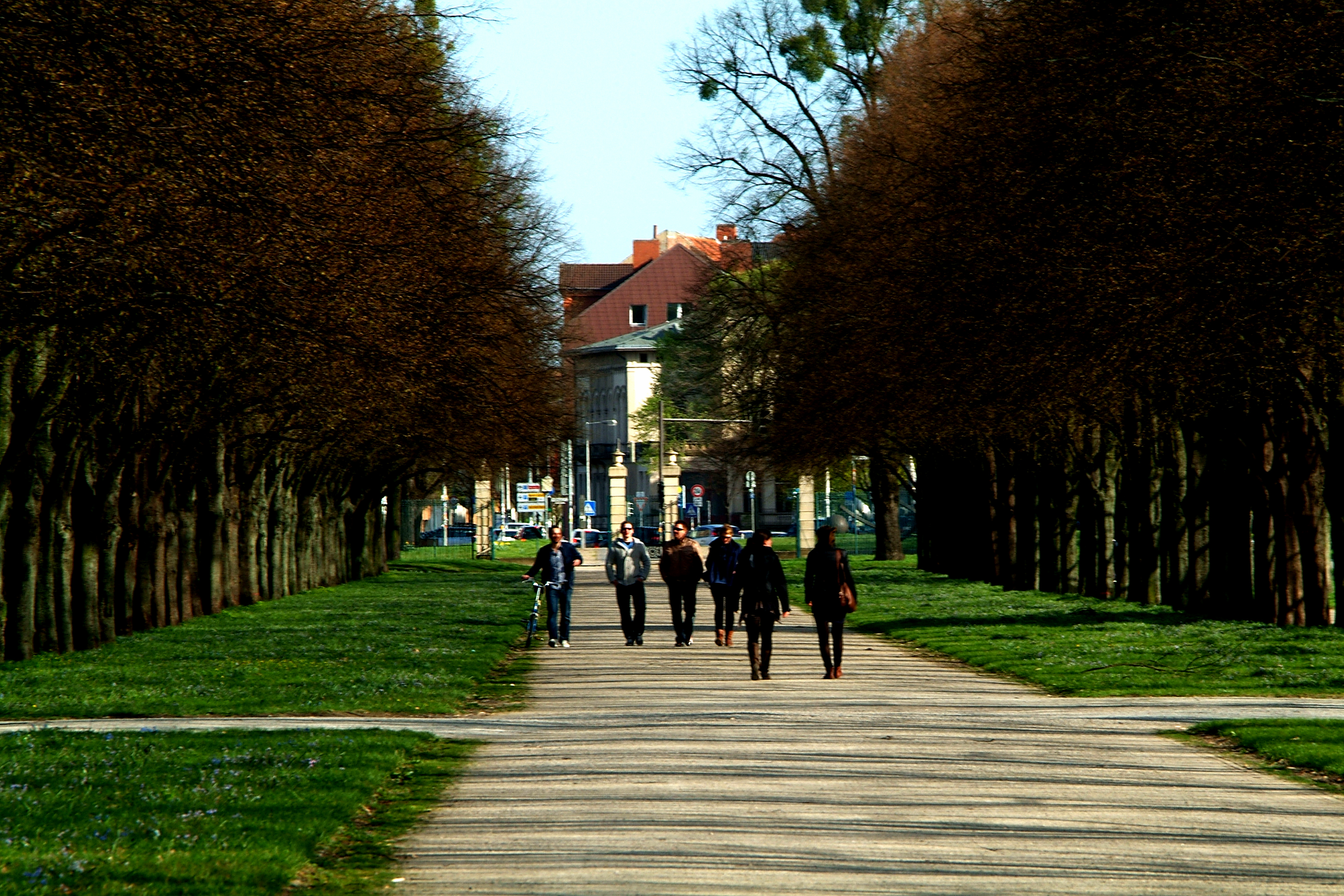
Blick in der offenen Allee zum Königsworther Platz, im Hintergrund die Villa Simon
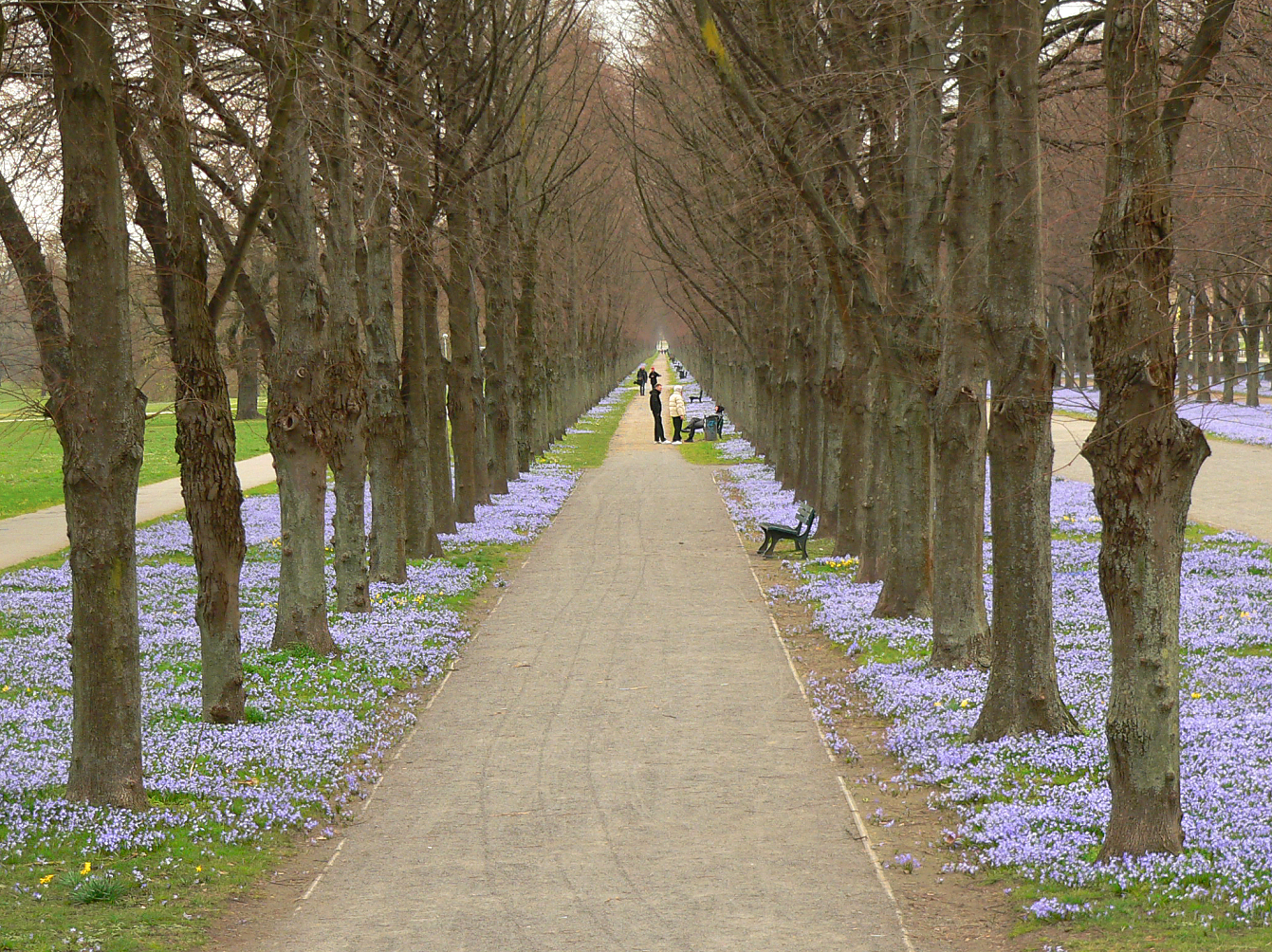
Scilla-Blüte in einer der beiden geschlossenen Alleen im Frühjahr, 2024
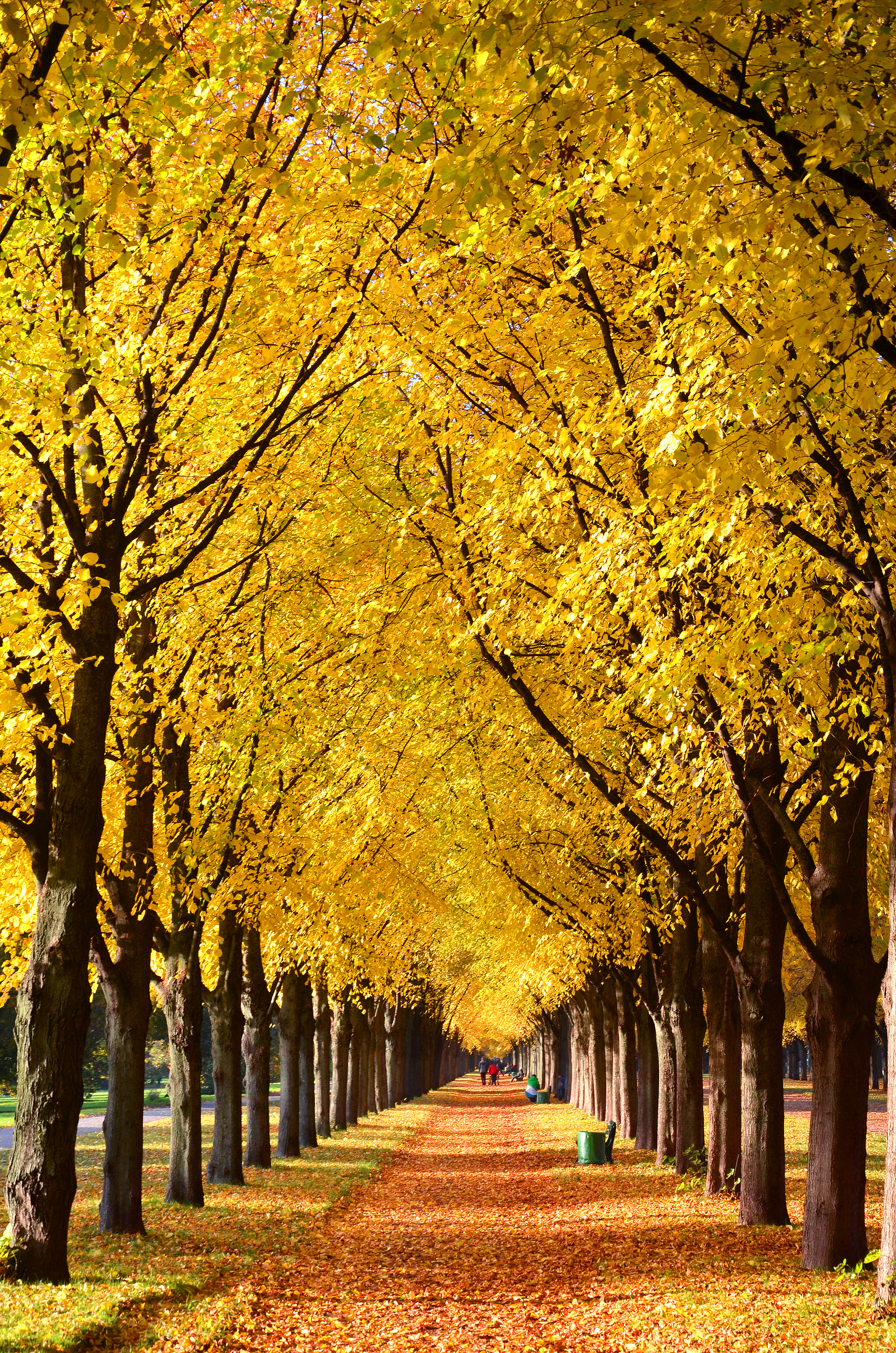
Goldener Oktober in einer geschlossenen Allee, 2015